# Couronne royale d'Espagne
La couronne royale d'Espagne, ou couronne tumulaire des rois d'Espagne (en espagnol : Corona tumular de los reyes de España), est un symbole de souveraineté utilisé par les monarques espagnols. Présente lors des cérémonies de proclamations, elle n'a cependant jamais été portée par un souverain.
L'appellation de « couronne royale d'Espagne » peut aussi parfois être utilisée pour désigner la couronne royale héraldique d'Espagne utilisée dans les armoiries de l'Espagne. Cette dernière n'a cependant jamais existé matériellement.

## Histoire
Dans les différents royaumes hispaniques, les couronnements n'existent plus à proprement parler depuis la fin du XVe siècle (1379 pour la Castille, 1414 pour l'Aragon, 1494 pour la Navarre) à l'exception du couronnement de Jeanne d'Albret en 1555, mais qui ne régnait que sur la Basse-Navarre au-delà des Pyrénées. Les couronnements historiques castillans se déroulaient à Tolède ou à Madrid, tandis que les couronnements aragonais se passaient à Saragosse. Plusieurs couronnes ont donc été fabriquées au cours de l'histoire espagnole, mais la plupart ont été enterrées avec les rois (comme celle de Sanche IV de Castille), offertes ou vendues.
Réalisée lors du règne de Charles III, la couronne tumulaire a probablement été réalisée à l'occasion des funérailles de la reine mère Élisabeth, d'où son nom (tumulaire signifie « qui a rapport aux tombeaux »). Commandée à Fernando Velsco, orfèvre de la famille royale, elle porte une marque indiquant sa création en 1775. La dynastie des Bourbons étant installée depuis peu sur le trône espagnol, il peut sembler logique de vouloir créer de nouveaux symboles monarchiques.

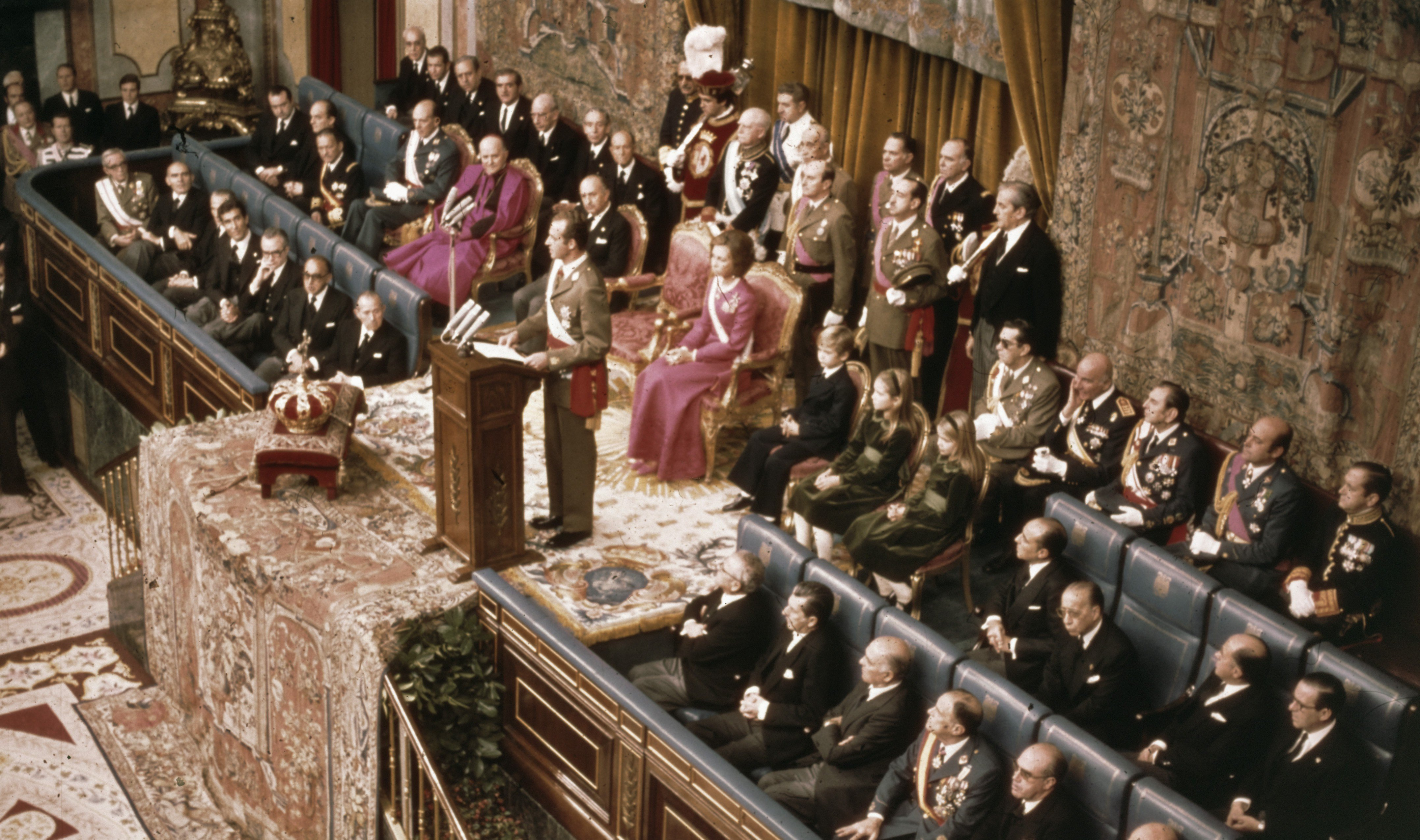
Cérémonie d'investiture de Juan Carlos Ier le 22 novembre 1975. La couronne tumulaire est située à côté du pupitre.

Depuis la proclamation d'Isabelle II en 1833, la couronne est utilisée lors de la prise de fonction d'un nouveau souverain. En accord avec la Constitution espagnole de 1978, le monarque prête un serment formel devant les Cortes Generales alors que la couronne est posée avec le sceptre royal sur un coussin devant lui. Sa dernière utilisation remonte à l'accession au trône de Felipe VI le 19 juin 2014. Depuis et pour la première fois de son histoire, la couronne est exposée en permanence au palais royal de Madrid dans la salle de la Couronne.
Concernant la couronne héraldique, elle provient des armoiries royales de Philippe II, qui fut le premier roi d'Espagne à utiliser une couronne fermée (pour assurer la continuité héraldique avec celles de son père Charles Quint qui étaient surmontées d'une couronne impériale). Depuis, tous les monarques espagnols ont porté cette couronne fermée dans leurs armoiries, avec cependant quelques modifications. Elle est aussi souvent représentée dans les portraits royaux officiels.

## Description

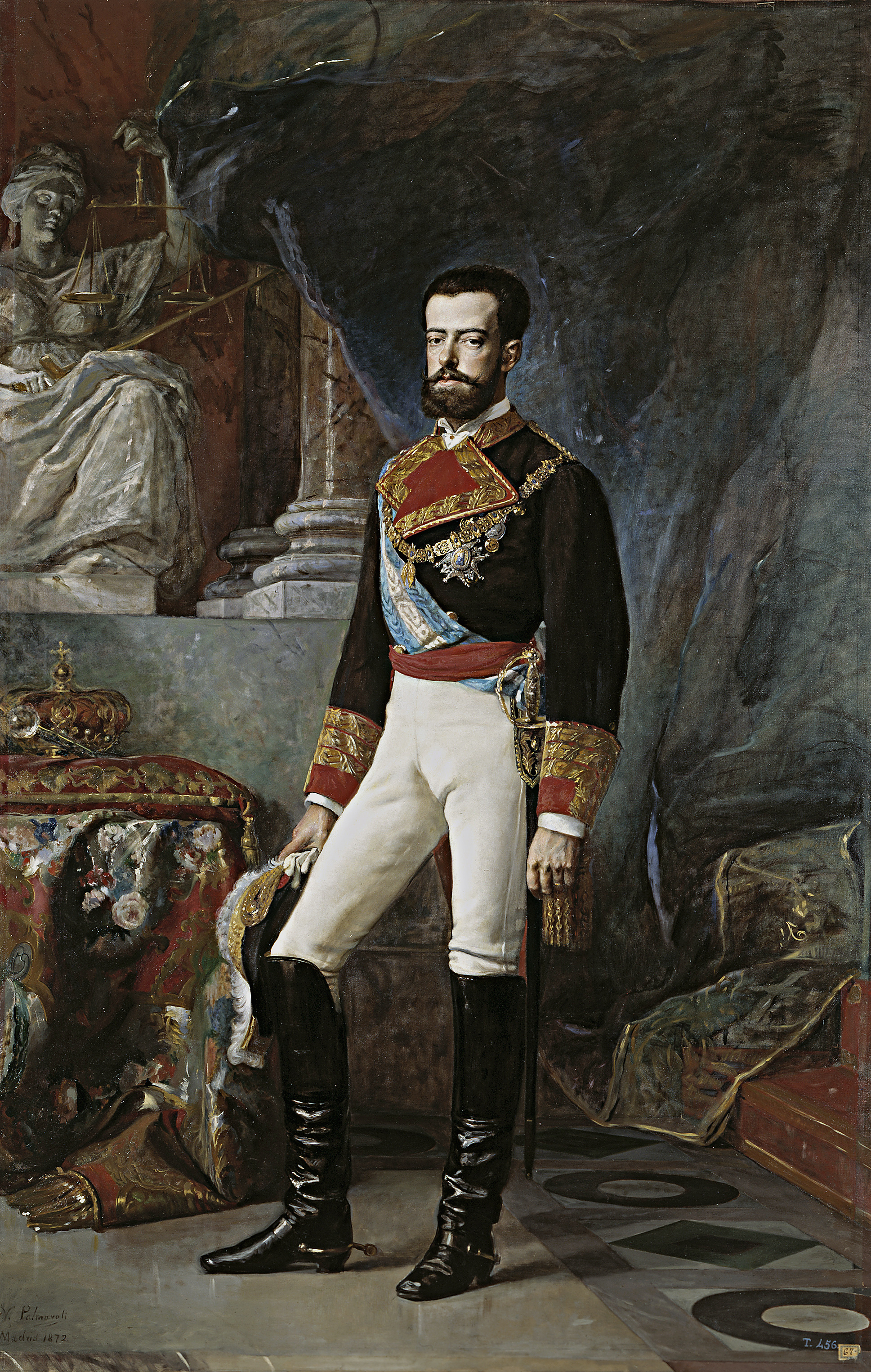
Portrait d'Amédée Ier (roi d'Espagne), par Vicente Palmaroli (1872). La couronne tumulaire est visible sur le coussin à gauche.

### Couronne tumulaire
D'une hauteur de 39 centimètres pour un diamètre à la base de 18,5 centimètres, la couronne est composée de vermeil et pèse près d'un kilogramme. Sa forme assez incongrue démarre d'une base assez restreinte et s'élargit vers le sommet. Sur le pourtour de la base se trouvent des représentations d'écus en relief reliées par des branches de laurier : un lion pour le royaume de Léon, une grenade pour le royaume castillan de Grenade, un château pour le royaume de Castille, une aigle pour le royaume de Sicile, et des fleurs de lys pour le duché de Parme et Plaisance (tout en rappelant les armoiries de la maison de Bourbon). Au-dessus, des arches faites de branches de laurier entrelacées s'élèvent jusqu'au sommet, où elles portent une orbe crucigère, symbole du pouvoir spirituel du souverain. Le tout est de plus doublé de velours rouge vif.

### Couronne héraldique
La couronne royale héraldique actuelle est décrite dans un décret royal de 2014 :
« El escudo se timbra con un corona cerrada, que es un círculo de oro, engastado en piedras preciosas en sus colores, compuesto de ocho florones de hojas de acanto visibles cinco, interpolados de perlas en su color, de los que parten ocho diademas de perlas vistas cinco, que convergen en un orbe azul, con el semimeridiano y el ecuador de oro, sumado de cruz de oro, la corona forrada de rojo. »
« L’écu est estampé d’une couronne fermée, qui est un anneau d’or serti de pierres précieuses de leurs couleurs, composé de huit fleurs de feuilles d’acanthe visibles cinq, interpolées de perles de leur couleur, d’où partent huit diadèmes de perles apparentes cinq, convergeant en un orbe bleu, avec le demi-méridien et l’équateur d’or, ajouté de la croix d’or, la couronne revêtue de rouge. »
|                                                        |
| Charles IV d'Espagne, par Carlos Espinosa Moya (1818). |

|                                                          |
| Portrait de Ferdinand VII, par Francisco de Goya (1814). |

|                                                       |
| Isabelle II d'Espagne par Federico de Madrazo (1850). |

|                                                 |
| Alphonse XII d'Espagne par Manuel Wssel (1875). |